# Epascestria
Epascestria är ett släkte av fjärilar som beskrevs av Jacob Hübner 1825. Enligt Catalogue of Life ingår Epascestria i familjen Crambidae, men enligt Dyntaxa är tillhörigheten istället familjen mott.
Kladogram enligt Catalogue of Life och Dyntaxa:
| Epascestria | \| \| Epascestria orientalis \| \| \| \| \| \| oxtungegallmott \| \| \| \| |
|             | \| \| Epascestria orientalis \| \| \| \| \| \| oxtungegallmott \| \| \| \| |
|             | Epascestria orientalis                                                     |
|             |                                                                            |
|             | oxtungegallmott                                                            |
|             |                                                                            |

## Bildgalleri

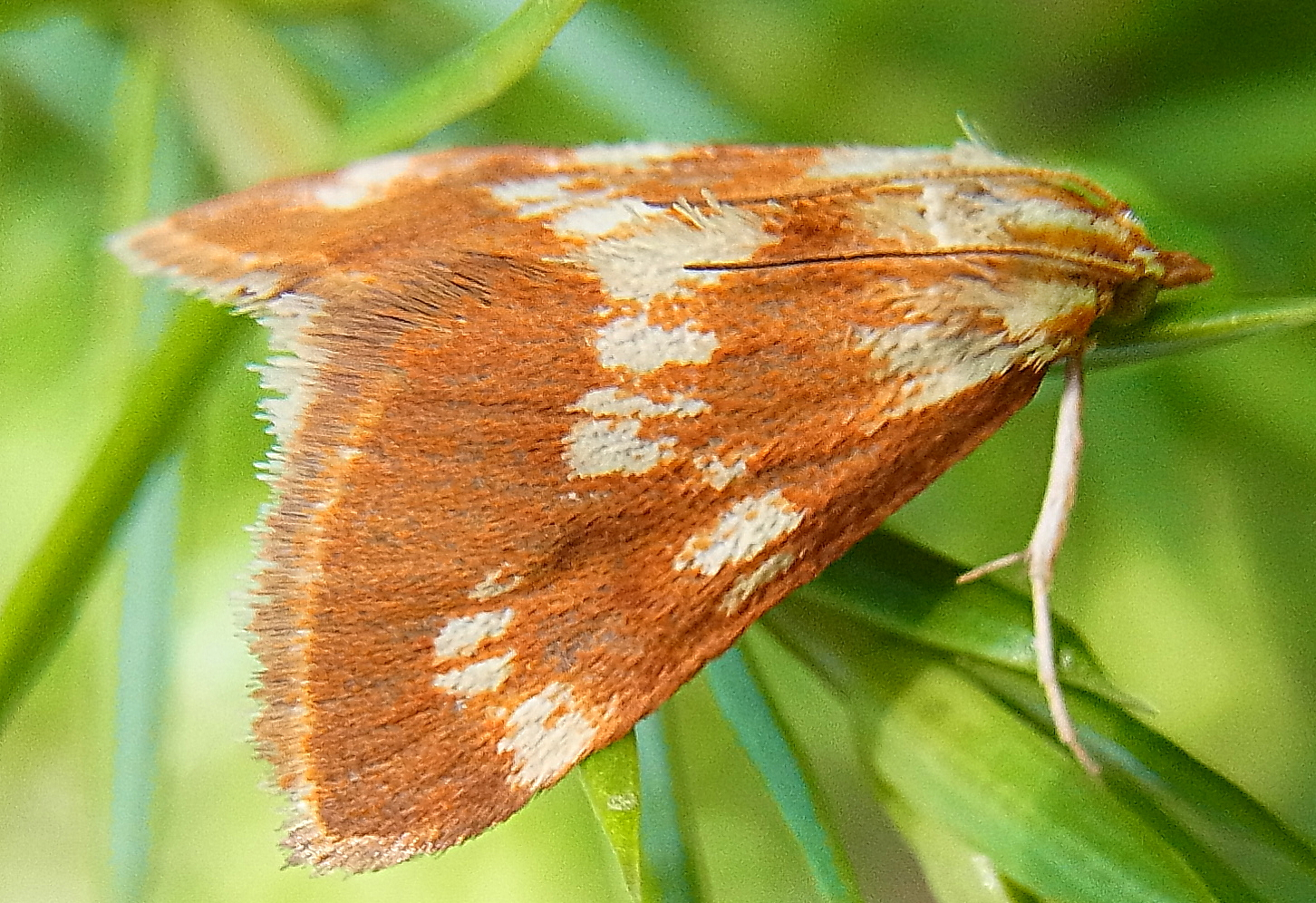
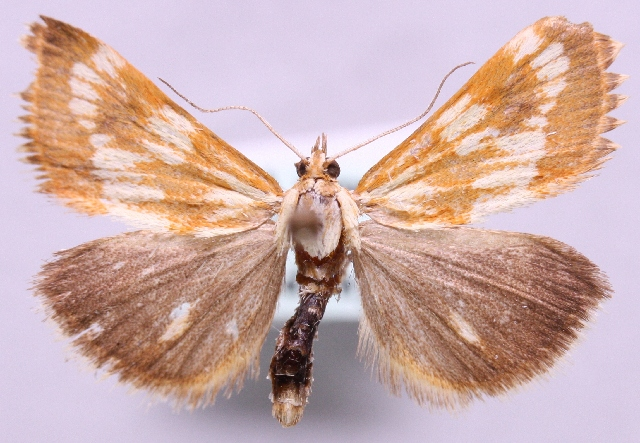
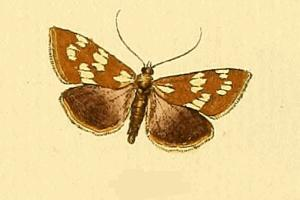
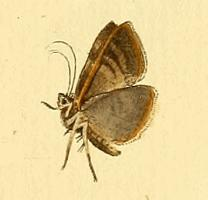